# Erica chamissonis
Erica chamissonis är en ljungväxtart som beskrevs av Johann Friedrich Klotzsch och George Bentham. Erica chamissonis ingår i släktet klockljungssläktet, och familjen ljungväxter.

## Underarter
Arten delas in i följande underarter:
- E. c. hirtifolia
- E. c. polyantha